# 218 Bianca
218 Bianca је астероид главног астероидног појаса са пречником од приближно 60,62 km.
Афел астероида је на удаљености од 2,976 астрономских јединица (АЈ) од Сунца, а перихел на 2,356 АЈ.
Ексцентрицитет орбите износи 0,116, инклинација (нагиб) орбите у односу на раван еклиптике 15,225 степени, а орбитални период износи 1590,237 дана (4,353 године).
Апсолутна магнитуда астероида је 8,60 а геометријски албедо 0,174.
Астероид је откривен 4. септембра 1880. године.